# الأنصاري للخدمات المالية
الأنصاري للخدمات المالية (ش.م.ع) هي مجموعة خدمات مالية مدرجة  في سوق دبي المالي وتخضع لأنظمة وقوانين مصرف الإمارات العربية المتحدة المركزي وبنك الكويت المركزي. ويقع المقر الرئيسي للمجموعة في دولة الإمارات العربية المتحدة، وتختص بتوفير مجموعة من الخدمات المالية للأفراد والشركات. تأسست المجموعة في العام 1966، وتعد إحدى أقدم الشركات ضمن قطاع التحويلات المالية وصرف العملات الأجنبية في دولة الإمارات.
تاريخ
تأسست أولى شركات مجموعة الأنصاري للخدمات المالية، وهي شركة "الأنصاري للصرافة"، من قبل المغفور له علي أبو الحسن الأنصاري في العام 1966. وتأسس الفرع الأول للشركة في أبوظبي في العام 1966 بالتزامن مع التوسع في تنظيم القطاع المصرفي بدولة الإمارات خلال منتصف الستينيات. وفي أبريل من العام 2023، أدرجت الأنصاري للخدمات المالية 10% من أسهمها في سوق دبي المالي، أي ما يعادل 750 مليون سهم.
الشركات التابعة
تضم قائمة الشركات التابعة للأنصاري للخدمات المالية  كل من الأنصاري للصرافة، والأنصاري للصرافة الكويت  ، ووورلد وايد كاش إكسبريس ، وكاش ترانس ، والأنصاري ديجيتال باي.

## المنتجات والخدمات
تقدم الأنصاري للخدمات المالية المنتجات والخدمات الآتية:
- التحويلات المالية – تُقدم المجموعة خدمات التحويلات المالية للعملاء من الأفراد والشركات في فروع الأنصاري للصرافة وعن طريق القنوات الرقمية. وتشمل هذه الخدمات تحويل الأموال داخل الدولة وخارجها من خلال منصات المجموعة للتحويلات المالية، ويتم تنفيذها عن طريق خدمات تحويل الأموال مثل الشبكة المصرفية "سويفت" والبلوكتشين وبروتوكول المعاملات ريبل.
- الأوراق النقدية – وتشمل خدمات صرف العملات النقدية لـ 70 عملة عبر شبكة فروع المجموعة، وهي متاحة للعملاء من الأفراد والشركات.
- البطاقات مسبقة الدفع – تتيح المجموعة أيضاً بطاقات توفر إمكانية تبادل العملات الأجنبية في الفروع أو من خلال تطبيق الأنصاري للصرافة الذكي. ويمكن تعبئة أرصدة هذه البطاقات وإعادة تعبئتها بالعملات لإعادة استخدامها.
- نظام حماية الأجور – تم إطلاق خدمات نظام حماية الأجور في العام 2010 لتسهيل تحويل مدفوعات الرواتب نيابة عن الشركات عبر شبكة التحويلات المصرفية "نظام الإمارات للتحويلات المالية" [14][15] أو مختلف بطاقات نظام حماية الأجور الصادرة عن شركات الصرافة (للأفراد الذين لا يتعاملون مع البنوك وليس لديهم حساب مصرفي). وبموجب هذا النظام، يجب على الشركات التي تستعين بالعمالة اليدوية الالتزام بتوجيهات وزارة الموارد البشرية والتوطين من خلال دفع أجورهم في الوقت المحدد وبالكامل وفقاً لعقد العامل المسجل في إطار مبادرة نظام حماية الأجور.[16][17]